# 広島県道69号千代田八千代線
広島県道69号千代田八千代線（ひろしまけんどう69ごう ちよだやちよせん）は、広島県山県郡北広島町から安芸高田市に至る県道（主要地方道）である。

## 概要
広島県山県郡北広島町惣森と安芸高田市八千代町上根を結ぶ。

### 路線データ
- 起点：山県郡北広島町惣森（国道433号〔国道434号 重複〕交点）
- 終点：安芸高田市八千代町上根・上根交差点（国道54号〔国道183号 重複〕交点）
- 総延長：
- 実延長：21.07 km[要出典]
- 異常気象時通行規制区間：山県郡北広島町南方 - 安芸高田市八千代町上根（終点）間（延長：4.6 km）

## 歴史
- 1982年4月1日 - 建設省（当時）告示第935号により主要地方道に指定される。
  - 前身は広島県道320号根野千代田線の全線と広島県道5号浜田八重可部線・広島県道311号新庄千代田線の各一部である。
- 1982年12月6日 - 広島県告示第1,277号により認定される。
- 1993年（平成5年）5月11日 - 建設省から、県道千代田八千代線が千代田八千代線として主要地方道に再指定される[1]。
- 2004年3月1日 - 高田郡の全6町が対等合併して安芸高田市が発足したことに伴い終点の地名表記が変更される（高田郡八千代町上根→安芸高田市八千代町上根）。
- 2005年2月1日 - 山県郡東 - 北部の3町（大朝・芸北・千代田各町）が対等合併して山県郡北広島町が発足したことに伴い起点の地名表記が変更される（山県郡千代田町惣森→山県郡北広島町惣森）。
- 2005年6月1日 - 安芸高田市の区間における県道の管理権限が広島県から安芸高田市へ移譲される[2]。
- 2008年6月1日 - 山県郡北広島町の区間における県道の管理権限が広島県から北広島町へ移譲される。

## 路線状況

### 重複区間
- 島根県道・広島県道5号浜田八重可部線（山県郡北広島町壬生・壬生バイパス東交差点 - 北広島町壬生・壬生バイパス中交差点）

## 地理

### 通過する自治体
- 山県郡北広島町
- 安芸高田市

### 交差する道路
| 交差する道路                                     | 市町村名   | 市町村名   | 交差する場所 | 交差する場所         |
| ------------------------------------------------ | ---------- | ---------- | ------------ | -------------------- |
| 国道433号 国道434号 重複                         | 山県郡     | 北広島町   | 惣森         | 起点                 |
| 島根県道・広島県道5号浜田八重可部線 重複区間起点 | 山県郡     | 北広島町   | 壬生         | 壬生バイパス東交差点 |
| 島根県道・広島県道5号浜田八重可部線 重複区間終点 | 山県郡     | 北広島町   | 壬生         | 壬生バイパス中交差点 |
| 島根県道・広島県道5号浜田八重可部線              | 安芸高田市 | 安芸高田市 | 八千代町上根 | 上根西交差点         |
| 国道54号 国道183号 重複 ゆずりは農道             | 安芸高田市 | 安芸高田市 | 八千代町上根 | 上根交差点 / 終点    |

### 沿線にある施設など
- 江の川（可愛川）
- 養老温泉
- 千代田温泉
- たいどう彫刻村